# Het hoofd van Haydn
Het hoofd van Haydn is een hoorspel naar het gelijknamige boek van Theun de Vries. Het werd bewerkt door Pieter Terpstra en de TROS zond het uit op zondag 17 mei 1992. De regisseur was Sylvia Liefrinck. Het hoorspel duurde 61 minuten.

## Rolbezetting
- Jan Anne Drenth (vorst Esterhazy)
- Jacques Fortuné (Jakob Demuth)
- Akkemay Elderenbos (Loysel)
- Winfried Povel (Karl Anton Gindley)
- Adriënne Kleiweg (Fransi)
- Laurens Spoor (Sieber, Polizeidirektor)
- Alfred van den Heuvel (Matthias Artaria, muziekuitgever)
- Barbara Feldbrugge (Sofia Artaria, Thérèse Gassmann & Frau Rosenbaum)
- Guus van der Steen (Schwimmer, apotheker)
- Puck Zwart (Peter, administrateur ziekenhuis)
- Jaap Wieringa (Rosenbaum)
- Guy Lavreysen (Uhlmann)
- Riek van der Woude (Hedwig Geister)

## Inhoud
Jaren na het overlijden van de componist Joseph Haydn wil vorst Esterházy Haydn herbegraven. Tot ieders verbijstering ontbreekt het hoofd. Het is aan Karl Anton Gindely, rechercheur bij de hoofdstedelijke politie, om de zaak op te lossen. In onderzoek stuit hij op een club niet-alledaagse criminelen.